# Episodi di Hotel (prima stagione)
La prima stagione della serie televisiva Hotel, composta da 22 episodi, è stata trasmessa per la prima volta negli Stati Uniti dal 21 settembre 1983 al 9 maggio 1984, posizionandosi al 9º posto nei rating Nielsen di fine anno con il 21,1% di penetrazione e con una media di 17 681 800 spettatori.
In Italia è andata in onda per la prima volta su Canale 5 a partire dal 22 gennaio 1985.
 La serie effettiva fu anticipata da un film per la televisione, interpretato da Bette Davis.
| nº | Titolo originale      | Titolo italiano                       | Prima TV USA      | Prima TV Italia |
| -- | --------------------- | ------------------------------------- | ----------------- | --------------- |
| –  | Hotel                 | Hotel - Gente che va, gente che viene | 21 settembre 1983 | 22 gennaio 1985 |
| 1  | Blackout              |                                       | 28 settembre 1983 |                 |
| 2  | Choices               |                                       | 5 ottobre 1983    |                 |
| 3  | Charades              |                                       | 19 ottobre 1983   |                 |
| 4  | Secrets               |                                       | 26 ottobre 1983   |                 |
| 5  | Relative Loss         |                                       | 2 novembre 1983   |                 |
| 6  | Flashback             |                                       | 9 novembre 1983   |                 |
| 7  | Confrontations        |                                       | 16 novembre 1983  |                 |
| 8  | Faith, Hope & Charity |                                       | 23 novembre 1983  |                 |
| 9  | Deceptions            |                                       | 30 novembre 1983  |                 |
| 10 | The Offer             |                                       | 7 dicembre 1983   |                 |
| 11 | Christmas             |                                       | 21 dicembre 1983  |                 |
| 12 | Designs               |                                       | 28 dicembre 1983  |                 |
| 13 | Reflections           |                                       | 4 gennaio 1984    |                 |
| 14 | Tomorrows             |                                       | 11 gennaio 1984   |                 |
| 15 | Passages              |                                       | 18 gennaio 1984   |                 |
| 16 | Mistaken Identities   |                                       | 1º febbraio 1984  |                 |
| 17 | Wedding               |                                       | 22 febbraio 1984  |                 |
| 18 | Memories              |                                       | 29 febbraio 1984  |                 |
| 19 | Encores               |                                       | 7 marzo 1984      |                 |
| 20 | Prisms                |                                       | 14 marzo 1984     |                 |
| 21 | Trials                |                                       | 2 maggio 1984     |                 |
| 22 | Lifelines             |                                       | 9 maggio 1984     |                 |